# کالکوزیت
کالکوزیت  (به انگلیسی: Chalcocite) با فرمول شیمیایی Cu2S از مهم‌ترین سنگ معدن‌های مس و از مجموعه کانی‌هاست. دراسیدنیتریک محلول است -با آب تمیز می‌شود- کانیهای مشابه آن آکانتیت، تترائدریت و بورنیت است که ازنظر رنگ خاکه ازیکدیگر قابل تفکیک می‌باشند. کالکوزیت زمانی در معدن‌های کورن‌وال انگلستان و بریستول آمریکا به فراوانی یافت می‌شد. واژه کالکوزیت در اصل از کلمه یونانی Khalkos به معنای مس گرفته شده‌است.

## ویژگی‌ها
کالکوزیت درشعله گاز پراکنده و درشعله آتش با قطرات مس ذوب می‌شود. دراسید نیتریک محلول است - با آب تمیز می‌شود. Cu:۷۹٫۸٪  S:۲۰٫۲٪  با انکلوزیون‌های Fe,Ag برای اولین بار در انگلستان کشف شد و از نظر شکل بلور: پهن و نسبتاً ضخیم - منشورهای کوتاه -، رنگ: خاکستری سربی که فوراً تیره شده و به آبی یا به سبز می‌زند.، شفافیت: کدر (اپاک)، شکستگی: صدفی - نامساوی، جلا: فلزی، رخ: نا کامل، سیستم تبلور:  دوشکلی - ارترومبیک در زیر ۱۰۳ و در رده‌بندی سولفور است  و منشأ تشکیل آن هیدروترمال - ثانوی - است.
همایند کانی‌شناسی (پاراژنز) آن آکانتیت - تترائدریت - بورنیت- مس- کالکوپیریت- بورنیت- کوپریت و غیرهدرکلاهک آهن معادن آهنگاه بی پیرامیدال - ماکله است
کاربرد آن: کانسار مس، از نظر ژیزمان بلوری - تجمع توده‌ای - دانه‌ای - خاکه‌ای - اندود - پسودومرفوز فراوان است و بیشتر در در انگلستان، روسیه، آمریکا، آلمان، شیلی یافت می‌شود.